# Václav Neckář
Václav Neckář (ur. 23 października 1943 w Pradze) – czeski piosenkarz i aktor.

## Życiorys
W latach 1968–1970 był razem z Martą Kubišovą i Heleną Vondráčkovą członkiem zespołu Golden Kids. Lata 70. i początek 80. XX wieku to szczyt popularności Václava Neckářa. Kiedy władze komunistyczne zakazały działalności artystycznej i prześladowały Martę Kubišovą, Neckář starał się jej pomóc i utrzymywał z nią kontakty. Według dziennika „Lidové noviny” Neckář był informatorem służby bezpieczeństwa Státní bezpečnost w latach 1978–1987.
W drugiej połowie lat 70. koncertował wspólnie z Anną Jantar na terenie Polski i Czechosłowacji. Solistom towarzyszył zespół Bacily.
Jako aktor zasłynął przede wszystkim główną rolą w filmie Jiřígo Menzela Pociągi pod specjalnym nadzorem według Bohumila Hrabala oraz w filmie Skowronki na uwięzi tychże twórców. Z Heleną Vondráčkovą grał też w bajce Šíleně smutná princezna (Szalenie smutna księżniczka).
W 1978 r. Neckář wygrał Festiwal Piosenki w Sopocie jako wykonawca utworu Ten chléb je tvůj i můj (Ten chleb jest twój i mój). Występ ten piosenkarz uważa za jedno z największych głupstw w swojej karierze. W Polsce utwór ten traktowano jako pieśń patriotyczną (w przeciwieństwie do Czech, gdzie odebrano go jako wyraz poparcia dla władzy). Piosenkarz podzielił się tym utworem w tym samym 1978 roku z polskim piosenkarzem Januszem Gniatkowskim, którego wykonanie stało się bardzo popularne w Polsce. W 2004 r. bez zgody autorów i wykonawcy piosenkę wykorzystała Samoobrona Rzeczpospolitej Polskiej, przekształcając ją w swój hymn (Ten kraj jest nasz i wasz, nie damy się bić w twarz). Po odkryciu plagiatu przez Program 3 PR Samoobrona hymn wycofała.
W 2002 r. Neckář miał udar mózgu.

## Dyskografia
- Václav Neckář zpívá pro mladé (1966)
- Dobrou zprávu já přináším vám (1968)
- Světská sláva – polní tráva (1971)
- Doktor Dam Di Dam a jeho bacily – live (1973)
- Tomu, kdo nás má rád (1974)
- Planetárium (1977)
- Vašek vypravuje (1979)
- Podej mi ruku… (1980)
- Sluneční věk (1981)
- Mýdlový princ (1981)
- Příběhy, písně a balady 1 (1982)
- Příběhy, písně a balady 2 (1982)
- Příběhy, písně a balady 3 (1983)
- My to spolu táhnem dál (1984)
- Pokus o autoportét (1986)
- Atlantida '99 (1987)
- Pod komandem lásky (1988)
- Časy se mění! (1992)
- The Best of Václav Neckář – Jak se ten čas letí (1965–70) (1993)
- Václav Neckář – Unpluged (1995)
- Kolekce Václava Neckáře 1 – Václav Neckář zpívá pro mladé (1995)
- Kolekce Václava Neckáře 2 – Dobrou zprávu já přináším vám (1996)
- Kolekce Václava Neckáře 3 – Světská sláva – polní tráva (1997)
- Vašek vypravuje pohádky Františka Nepila (1997)
- Kolekce Václava Neckáře 4 – Motejl Modrejl (1968–1970) (1998)
- Kolekce Václava Neckáře 5 – Můj brácha má prima bráchu (1999)
- Kolekce Václava Neckáře 6 – Doktor Dam Di Dam a jeho bacily (2000)
- Kolekce Václava Neckáře 7 – Tomu, kdo nás má rád (2001)
- Zlatej Vašek (2001)
- Oči koní (2005)
- Jsem tady já (2006)